# Afrim Gashi

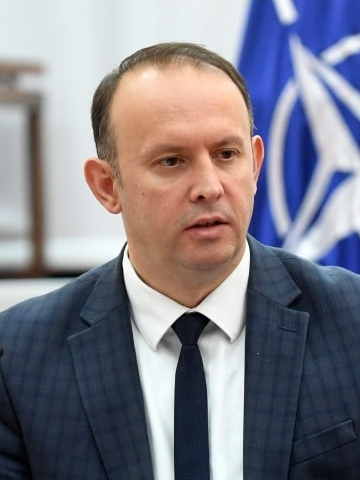
Afrim Gashi (2021)

Afrim Gashi (geboren am 9. November 1977 in Skopje, SFR Jugoslawien, heute Nordmazedonien) ist ein nordmazedonischer Politiker (AAA) albanischer Volkszugehörigkeit und seit dem 28. Mai 2024 Präsident des Sobranie/Kuvendi.

## Ausbildung
Afrim Gashi besuchte in seiner Geburtsstadt die Grundschule und die Mittelschule. Als Gymnasiast trat er mit einer Musikband bei Konzerten auf.
Zwischen 2004 und 2007 studierte er Rechtswissenschaften an der Juristischen Fakultät des Universiteti Shtetëror i Tetovës. Bis 2021 beendete er seine postuniversitären Studien in Politikwissenschaften und Menschenrechte am Institut für Juristische, Soziologische und Politische Studien der Universität Skopje.
Gashi spricht neben seiner Erstsprache Albanisch auch Mazedonisch, Englisch und BKMS.

## Journalistische und ehrenamtliche Tätigkeiten
Von 1995 bis 1996 war Afrim Gashi Moderator beim Lokalradio „Fera“ in Skopje/Shkup. Von 1996 bis 1997 moderierte er ebenda die Nachrichten beim lokalen Fernsehsender „TV Era“. Von 2007 bis 2008 moderierte er Veranstaltungen von „Vision – M“, des Zentrums für Interaktive Öffentliche Debatten. Zwischen 2008 und 2017 wirkte Gashi als Redakteur beim Verlag „Logos-A“. Von 2010 bis 2011 veröffentlichte er Kolumnen bei der mazedonien-albanischen Tageszeitung Koha e Re. 2011 gründete er die internationale albanische Zeitschrift „Shenja“ und war bis 2014 ihr Hauptredakteur.
1999 war er als Beobachter der Nichtregierungsorganisation „Projekt zur Prävention ethnischer Konflikte“ tätig, die sich für die Sozialisierung von geflüchteten Kindern aus dem Kosovokrieg einsetzte. 2001 war er Umfrageleiter der UNHCR für die Geflüchteten aus dem Kosovo. 2001–2002 war er als Beobachter bei einem UNICEF-Projekt zur Sozialisierung der Kinder in Aračinovo/Haraçina nach dem Konflikt 2001 tätig. Zwischen 2010 und 2014 präsidierte er die Nichtregierungsorganisation Center for Democracy and Development.
Zwischen 2003 und 2004 unterrichtete er zudem als Lehrer an der Primarschule von Dolno Količani/Koliçan i Poshtëm (Gemeinde Studeničani/Studeniçan).

## Politische Laufbahn
2009 war Gashi stellvertretender Sekretär der Gemeindewahlkommission in Studeničani/Studeniçan.
Im November 2014 gründete Gashi mit anderen Gleichgesinnten die Lëvizja Besa. Bis Februar 2018 war er Parteigeneralsekretär. Im selben Monat spaltete er sich mit einer Gruppe von der Partei ab und gründete die neue Partei AlternAtivA, deren Vorsitzender er bis im Mai 2024 war.
2016 gelingt ihm erstmals als Abgeordneter der Lëvizja Besa die Wahl in das Sobranie/Kuvendi. 2020 und 2024 wird er wiedergewählt, beide Male als Abgeordneter der AlternAtivA. Im Parlament war er vor allem in den Kommissionen für europäische Integration, zwischenethnische Beziehungen und Außenpolitik tätig. Außerdem wirkte er in den Parlamentsgruppen zur Zusammenarbeit mit den Parlamenten des Kosovo, der USA und der Schweiz mit.
Die bei den Parlamentswahlen 2024 siegreiche Koalition zwischen VMRO-DPMNE und der nordmazedonien-albanischen Parteiallianz VLEN schlug Afrim Gashi als Parlamentspräsidenten vor. Er wurde am 28. Mai 2024 mit 76 Pro- und sechs Gegenstimmen gewählt. In seinem ersten Amtsjahr brachte er durch drei neue Online-Plattformen die Digitalisierung der Parlamentsdienste voran, vor allem in Bezug auf die Öffnung der Institution für die Öffentlichkeit.